# Lega italiota
La Lega italiota (inizialmente Lega Achea) fu un'alleanza politico-militare di alcune città della Magna Grecia con lo scopo di difendersi dai Lucani, dai Bruzi e da Dionisio I, tiranno di Siracusa.
Già a partire dall'ultimo decennio del V secolo a.C., Dionisio I aveva unificato sotto la propria egemonia tutte le poleis siceliote proclamandosi "Stratega Autocrate" di una entità statale denominata "Arcontato di Sicilia" avente come capitale Siracusa ed estesa alla Sicilia orientale e alla parte centrale dell'isola abitata dai Siculi e dai Sicani. Questo Stato, anche sotto i successori di Dionisio I, divenne una potenza commerciale e militare di tutto rispetto nell'ambito del Mar Mediterraneo, stipulando anche accordi con i Galli in funzione anti-romana. 
Nata come Lega Achea, l'alleanza viene istituita negli ultimi anni del V secolo a.C. a cui aderiscono le città di Kroton, Thurii, Kaulon, Metaponto, Heraclea, successivamente Medma, Hipponion e Metauros, minacciate dalla politica espansionistica siceliota del tiranno di Siracusa. Ma con l'entrata di Reghion, città in prima linea contro l'avanzata siracusana, l'alleanza prende il nome di Lega Italiota.
La sede della Lega fu prima Crotone, dopo la sconfitta ad opera di Dionisio I, venne trasferita a Thurii da dove, dopo la distruzione della città ad opera dei lucani, fu spostata ad Heraclea nel 374 a.C. quando già era ormai notevolmente influenzata da Taranto.
Dionisio I, nel 389 a.C., sconfisse definitivamente l'esercito della Lega italiota, distrusse Caulonia, donando il territorio di quest'ultima a Locri Epizefiri, città a lui alleata, e dopo un lunghissimo assedio conquistò Reggio, ultimo baluardo delle città italiote di fronte all'espansione del tiranno. Così da questo momento, Reggio e la Locride vennero annesse al Regno siceliota di Dionisio I che trasferì il potere della Lega alla città di Taranto, la cui politica era mantenere rapporti amichevoli con il tiranno.